# Aggettivo
L'aggettivo  è una parte del discorso. Serve a modificare semanticamente un'altra parte del discorso (perlopiù un sostantivo), con cui si rapporta sintatticamente e, nella maggior parte dei casi, ha una concordanza.

## Caratteristiche generali
Nelle lingue flessive, quasi tutti gli aggettivi sono parole variabili: sono cioè dotate di flessione nel genere e nel numero (esempi in lingua italiana: alto, alta, alti, alte) o solo nel numero (esempi in lingua italiana: grande, grandi) e talvolta anche nel caso (se la lingua ha la flessione dei casi) del nome corrispondente.
Anticamente, gli aggettivi e i sostantivi (o nomi) venivano classificati insieme: si riteneva infatti che i "nomi sostantivi" rinviassero ad una sostanza, un ente animato o inanimato, e che i "nomi aggettivi" si aggiungessero al primo ("aggiungere" in latino è adĭcere, da cui adiectīvum, "aggiuntivo") per determinarlo in qualche modo. L'affinità tra sostantivi e aggettivi risulta evidente anche considerando che i primi possono essere usati come aggettivi, mentre i secondi possono sostantivarsi.
L'aggettivo, in rapporto al nome, può avere due funzioni: 
- attributiva quando si unisce direttamente al nome
- predicativa quando, in un predicato nominale, costituisce la parte nominale, congiunta al soggetto dalla copula.[3]

## Classificazione
Gli aggettivi vengono tradizionalmente divisi in due classi:
- aggettivi qualificativi (forte, grande, bello, rettangolare, pallido, goloso, verde, vecchio ecc);
- aggettivi determinativi (o "indicativi"), che specificano il nome su piani diversi da quello qualitativo e si dividono a loro volta in:
  - aggettivi possessivi (mia, vostre, suo ecc...);
  - aggettivi numerali (cardinali: due, trentatré ecc...; ordinali: primo, quarantatreesimo ecc...);
  - aggettivi dimostrativi (questo, quello ecc...);
  - aggettivi indefiniti (alcuni, tutti, nessuna, ecc...);
  - aggettivi interrogativi ed esclamativi (quale?, quanti?, quale gioia!, ma che onore! ecc...).

Gli aggettivi qualificativi esprimono una specifica qualità del nome cui corrispondono: aspetto, colore, forma, grandezza, ma anche qualità morali o intellettuali. I determinativi rinviano piuttosto a nozioni quali quelle di appartenenza o di quantità (definita o meno) o, ancora, hanno funzione deittica.
I qualificativi sono una lista "aperta", cioè indefinitamente dilatabile, secondo il principio della produttività delle lingue, mentre i determinativi sono una lista "chiusa".
L'inserimento tra gli "aggettivi" di alcune di queste categorie è per molti versi convenzionale, in quanto numerali, indefiniti e interrogativi hanno diverse caratteristiche proprie che, in linguistica generale, ne fanno delle categorie distinte dall'aggettivo. Per esempio, in italiano tendono a porsi sempre prima del nome (come i determinanti). Se preceduto da un articolo determinativo l'aggettivo diventa sostantivo (definito aggettivo sostantivato), ad esempio: l'inconscio, il bello.
Nel tempo, gli studiosi hanno finito per distinguere dai qualificativi una categoria di aggettivi denominali detti aggettivi relazionali. Piuttosto che qualificare il nome (come i qualificativi), gli aggettivi relazionali indicano una relazione tra il nome che determinano (N1) e un altro nome da cui sono derivati e che traspongono (N2). Ad esempio: dal sintagma nominale serata di musica deriva serata musicale. Gli aggettivi relazionali hanno varie proprietà che li distinguono dai qualificativi: in particolare, mentre i qualificativi caratterizzano i nomi secondo una prospettiva soggettiva (giudico una ragazza solare), i relazionali individuano un rapporto tra N1 e N2 di natura estrinseca e oggettiva (calore solare).

## Attributo
L'attributo è un elemento aggettivale del discorso (un aggettivo o un participio usato come aggettivo) che determina un sostantivo, da cui dipende sintatticamente.

## Posizione dell'aggettivo
La posizione dell'aggettivo caratterizza le diverse lingue:
In latino, esso precede il nome cui è collegato se è un suo epiteto:
- pulchra domus ("(una) bella casa").

Lo segue, invece, se opera in funzione di attributo:
- manus dextra ("mano destra").

In inglese, sloveno e in tedesco, l'aggettivo precede il nome cui è collegato:
- bad situation ("brutta situazione");
- zdravo življenje ("sana vita");
- schönes Mädchen ("bella ragazza").

In francese, tende a collocarsi dopo il nome che determina, il quale funziona così da testa del sintagma:
- un chien fameux ("un famoso cane").

## L'aggettivo nella grammatica italiana
Nella grammatica italiana, l'aggettivo qualificativo, come indica il nome, specifica la qualità di un nome, un pronome o un intero sintagma. Costituisce il nucleo del sintagma aggettivale.
- Si deve distinguere l'aggettivo qualificativo dagli altri aggettivi, ovvero i "determinativi", o più precisamente: i dimostrativi, i possessivi, gl'indefiniti, i numerali, che hanno carattere di determinante. Per i grammatici, i determinanti specificano il nome (il nome rinvia allora ad un referente e non a sé stesso), mentre l'aggettivo qualificativo caratterizza il referente indicato dal nome, dandogli una qualità particolare.
- Una volta accettata questa distinzione, converrà considerare gli "aggettivi determinativi" nella categoria dei determinanti e lasciare il nome "aggettivo" al solo aggettivo qualificativo. Qualche grammatico propone addirittura di usare il solo termine "qualificativo" in funzione nominale.[secondo chi?]

Per quanto riguarda le forme al plurale, l'aggettivo segue le regole del plurale dei sostantivi nella lingua italiana, anche se con minore varietà di forme.